# (612237) 2001 QP297
(612237) 2001 QP297 est un objet transneptunien faisant partie des cubewanos. 

## Caractéristiques
(612237) 2001 QP297 mesure environ 140 km de diamètre.